# Torenkruid
Torenkruid (Arabis glabra, synoniem: Turritis glabra) is een winterharde, tweejarige plant, die behoort tot de kruisbloemenfamilie (Brassicaceae). De soort staat op de Nederlandse Rode lijst van planten als zeer zeldzaam en sterk afgenomen. De Nederlandse naam wordt ontleend aan de lange bloemstengels, die hoog boven de bladrozet uitsteken. De plant komt van nature voor in Europa en West-Azië.
De plant wordt 0,5-1,2 m lang en heeft vrij grove bladeren die 's winters aan de plant blijven zitten. De onderste bladeren en het onderste deel van de stengel zijn ruw behaard en hebben een blauwgroene kleur. De onderste bladeren zijn liervormig en grofbochtig getand. De stengelbladeren hogerop hebben en gave rand en de pijlvormige voet omsluit met spitse oortjes de stengel.

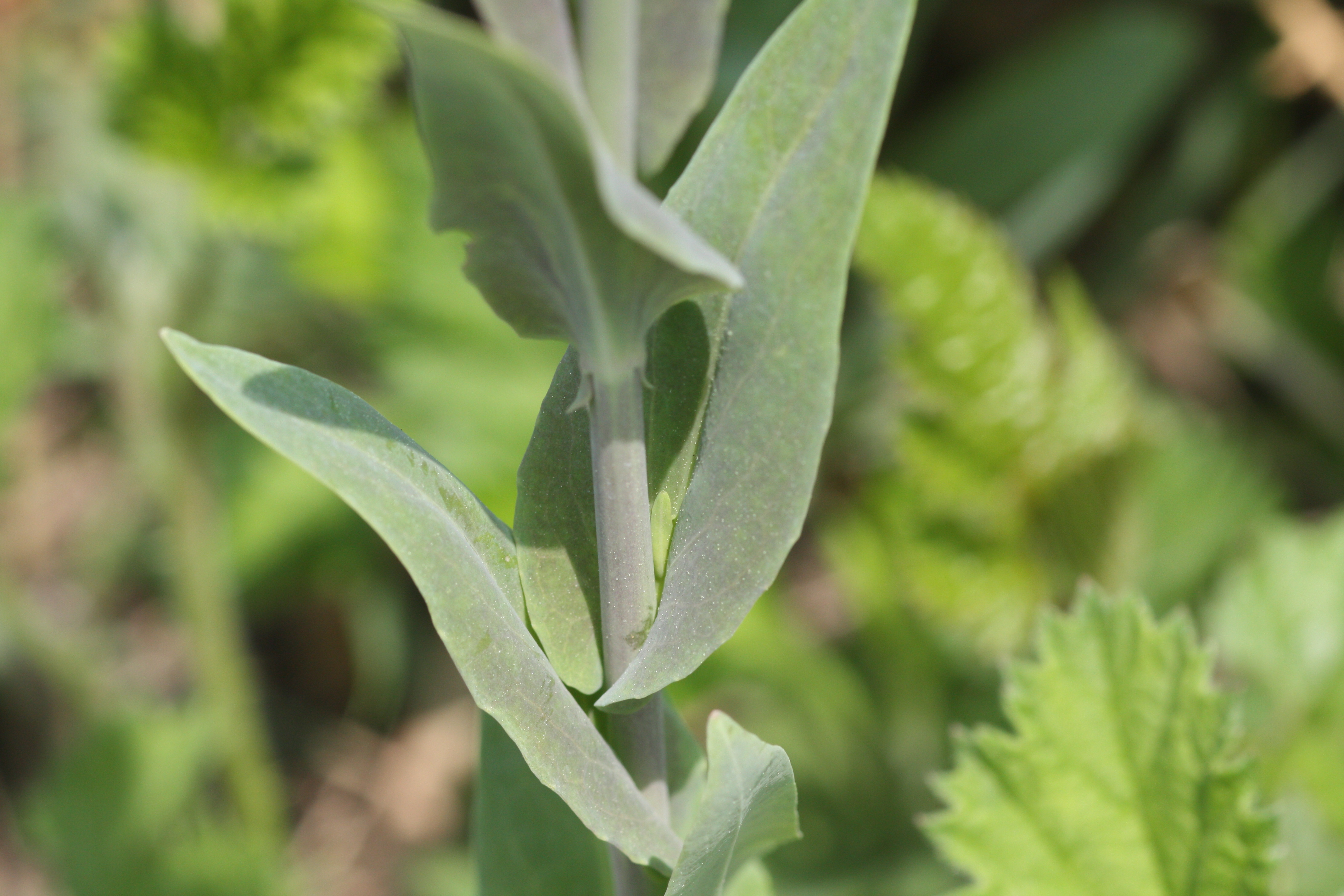
Stengel

Torenkruid bloeit in juni en juli met bleekgele, 0,8-1,2 cm grote bloemen.
De rechtopstaande, overlangs openspringende (dehiscente) vrucht is een 4-7 cm lange hauw en heeft een kleine snavel. De gevleugelde zaden zijn bruin.
De plant komt voor op droge, voedselrijke grond langs het bos en tussen laagblijvende struiken.

## Namen in andere talen
- Duits: Kahles Turmkraut
- Engels: Tower Mustard
- Frans: Arabette glabre, tourette glabre